# Hans-Joachim Stuck
Hans-Joachim Stuck (ur. 1 stycznia 1951 w Garmisch-Partenkirchen) – niemiecki kierowca wyścigowy.
Syn jednego z najlepszych niemieckich kierowców przedwojennych, Hansa Stucka.
Karierę rozpoczął w klasie samochodów turystycznych, w 1972 roku został mistrzem Niemiec za kierownicą Forda Capri. Wkrótce przeszedł pod skrzydła BMW i startował w Formule 2, w fabrycznym zespole Marcha.
Współpraca z ekipą Marcha przeniosła się na grunt Formuły 1, gdzie Stuck zadebiutował w 1974 roku. W trakcie pięciu lat spędzonych w F1, wziął udział w 74 wyścigach. Najlepszym sezonem w jego wykonaniu był 1977, gdzie w zespole Brabhama zastąpił tragicznie zmarłego Carlosa Pace’a. Dwukrotnie, podczas Grand Prix Niemiec oraz Austrii zajął trzecie miejsce.
Z występów w F1 zrezygnował w 1979 roku. Przeniósł się do zespołu Porsche, startującego w mistrzostwach świata prototypów. W 1986 oraz 1987 roku zwyciężył w 24-godzinnym wyścigu w Le Mans. Później startował w DTM, gdzie zdobył tytuł mistrzowski w 1990 roku jako kierowca Audi.
W latach 90. XX wieku startował w Stanach Zjednoczonych. Zakończył regularne występy w 2004 roku; od tego czasu dwukrotnie brał jeszcze udział w 24-godzinnym wyścigu na torze Nürburgring.
Obecnie pełni rolę eksperta telewizyjnego Formuły 1 w stacji Premiere. Od 2008 roku jest konsultantem w departamencie sportowym koncernu Volkswagen.